# Estación de Moita
La Estación Ferroviária de Moita, igualmente conocida como Estación de Moita, es una plataforma de la Línea del Alentejo, que sirve a la localidad de Moita, en el Distrito de Setúbal, en Portugal.

## Descripción

### Vías y plataformas
En enero de 2011, presentaba tres vías de circulación, con 534 y 301 metros de longitud; las plataformas tenían todas 165 metros de extensión, y 90 centímetros de altura.

### Localización y accesos
Esta plataforma se encuentra junto a la Avenida de la Estación, en la localidad de Moita.

## Historia
El tramo entre Barreiro y Bombel de la Línea del Alentejo, donde esta estación se encuentra, entró en servicio el 15 de junio de 1857.
En 1933, la Comisión Administrativa del Fondo Especial aprobó la instalación de una línea de apartado en esta estación.